# Большое Ворошнино
Большое Ворошнино — деревня в Великоустюгском районе Вологодской области России.
Входит в состав Верхневарженского сельского поселения, с точки зрения административно-территориального деления — в Верхневарженский сельсовет.

## Топоним
Топоним парный к ойкониму Малое Ворошнино — соседнему урочищу (упразднённой деревне) в 400 метрах к югу.
Расстояние по автодороге до районного центра Великого Устюга — 73 км, до центра муниципального образования Мякинницыно — 3 км. Ближайшие населённые пункты — Пасная, Марилово, Андроново.

## География
Находится в северо-восточной части области, в подзоне средней тайги, на правом берегу реки Варжи, на расстоянии примерно 50 километров (по прямой) к юго-востоку от города Великий Устюг, административного центра района.

### Климат
Климат характеризуется как умеренно континентальный, с холодной продолжительной зимой и умеренно тёплым летом. Среднегодовая температура воздуха — +1,5 °C. Средняя температура воздуха самого холодного месяца (января) — −13,8 °C (абсолютный минимум — −48 °С), средняя температура самого тёплого (июля) — +16,8 °С (абсолютный максимум — +38 °С). Годовое количество атмосферных осадков составляет около 673 мм, из которых около 445 мм выпадает в тёплый период. Снежный покров держится в течение 166 дней.

## Население
| 2010 |
| ---- |
| 4    |

По переписи 2002 года население — 16 человек.

## Инфраструктура
Личное подсобное хозяйство с зоной сельскохозяйственного использования.

## Транспорт
Просёлочные дороги.